# MRT Center
MRT Center es un edificio de gran altura situado en Skopie, Macedonia del Norte. Con 70 metros de altura y 25 plantas, fue el edificio más alto de Macedonia del Norte desde su finalización en 1984 hasta 2015, tras la finalización de las Torres Cevahir. Es propiedad y sede de Makedonska Radio Televizija.